# Григор Загорски
Григор Петров Загорски е български офицер (поручик), герой от Сръбско-българска война (1885).

## Биография
Григор Загорски е роден на 20 януари (стар стил) 1862 година в Берковица. Учи в класното училище в родния си град, а през 1882 завършва в четвъртия випуск на Военното училище в София и на 30 август произведен в чин подпоручик и зачислен в 3-та пехотна кюстендилска дружина. По-късно е назначен за дружинен адютант. На 30 август 1885 година е произведен в чин поручик.
По време на Сръбско-българската война (1885) поручик Загорски е командир на 16-а рота (четвърта дружина) от 2-ри полк. Първоначално полкът е дислоциран близо до границата с Османската империя и получава задача да укрепи границата при Кюстендил. По-късно е изпратен на Трънската позиция и след отстъплението се присъединява към защитата на Сливница. На 5 ноември ротата, командвана от поручик Загорски, влиза в състава на отряда, който получава заповед да нападне сръбското ляво крило при село Мало Малово. Отрядът получава заповед да обезпечи десния фланг от обход от страна на сръбската армия.
По време на атаката Загорски е ранен в лявата ръка, малко по-късно куршум улучва десния му крак, а трети пронизва гърдите му.
Поручик Григор Загорски загива на 5 ноември 1885 година. Погребан е на 6 ноември в двора на църквата в Сливница.

## Военни звания
- Подпоручик (30 август 1882)
- Поручик (30 август 1885)